# Cotonnière Galveston

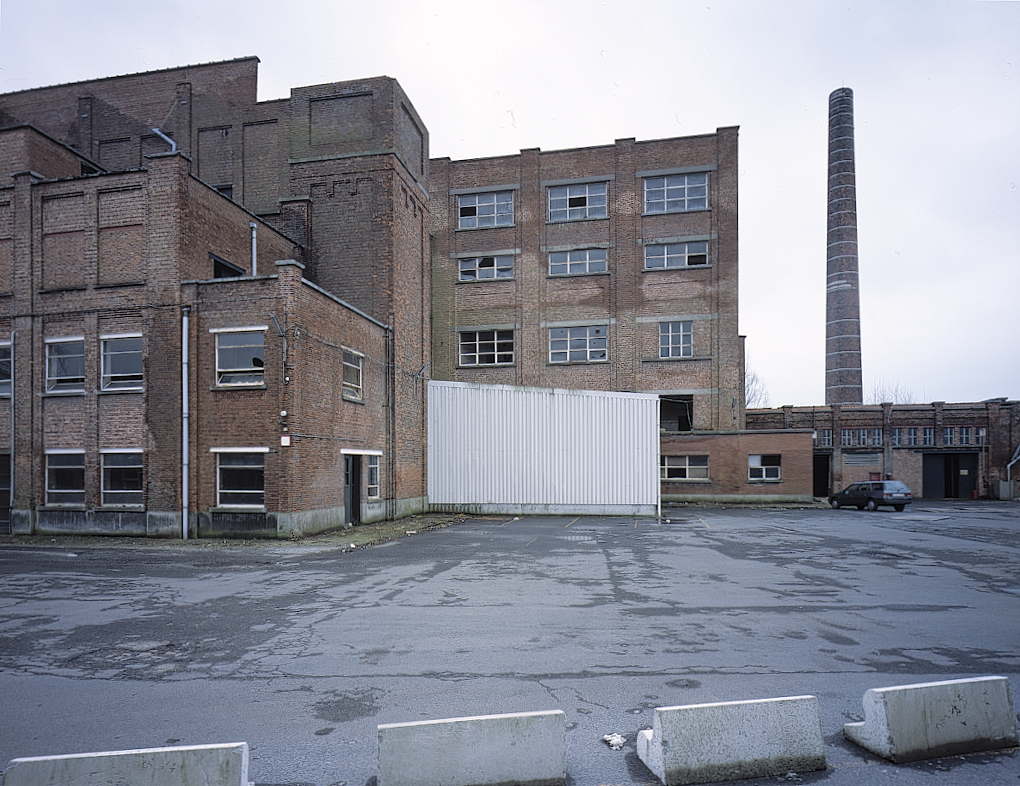
Spinnerij Galveston (2003)

De N.V. Cotonnière Galveston (ook: N.V. Galveston) was een katoenspinnerij te Gent, gelegen aan  Wiedauwkaai 52 (de voormalige Nijverheidskaai).

## geschiedenis
Het bedrijf werd opgericht in 1910 door Emile Braun en Adolphe Hebbelynck en in 1912 werd de productie gestart. De fabriek is volgens de Manchester-architectuur gebouwd en omvat vier bouwlagen. Architect was Emile De Weerdt. De fabriek is vernoemd naar een Amerikaanse havenstad waar veel katoen verladen werd.
In 1919 werkten er al meer dan duizend mensen. In dat jaar werd het een onderdeel van Union Cotonnière.
Vier pakhuizen aan de overkant van de toegangsweg, waarvan twee tot de linnenfabriek La Liève behoorden, werden in 1967 toegevoegd aan het complex.
De neergang van de Gentse katoenindustrie leidde in 1999 tot sluiting van de fabriek. Deze werd omgevormd tot een bedrijfsverzamelpand dat vanaf 2006 in gebruik werd genomen. De pakhuizen, de traptoren en de watertoren werden beschermd als monument, maar ook de rest van het industriegebouw bleef behouden.